# CDBurnerXP
CDBurnerXP — бесплатная программа с закрытым кодом для записи CD, DVD, HD DVD и Blu-ray-дисков написанная на Visual Basic .NET. Работает на компьютерах под управлением операционной системы Windows. Одна из лучших утилит среди аналогичных. Основана на StarBurn SDK.

## Возможности
Программа имеет следующие возможности:
- Поддержка записи данных на CD, DVD, HD-DVD и Blu-Ray.
- Запись Audio-CD.
- Запись Video-DVD
- Создание MP3-дисков для воспроизведения в плеере.
- Создание образа диска.
- Запись диска из образа.
- Преобразование форматов образов.
- Копирование дисков.
- Работа с перезаписываемыми и мультисессионными дисками.
- Создание загрузочных дисков.

Интерфейс и официальный сайт программы переведены на многие языки, в том числе и русский.